# Pijnackeria
Pijnackeria  is een geslacht van insecten uit de orde Phasmatodea, de wandelende takken en -bladeren. Het geslacht werd in 2009 door Valerio Scali beschreven. De wetenschappelijke naam is een eerbetoon aan de Nederlandse bioloog Laas Pijnacker. Pijnacker bestudeerde gedurende lange tijd wandelende takken en met name de voortplanting van een aantal soorten. 
De soorten van dit geslacht komen in Zuid-Frankrijk en Spanje voor.

## Soorten
- Pijnackeria barbarae Scali, Milani & Passamonti, 2013
- Pijnackeria hispanica (Bolívar, 1878)
- Pijnackeria lelongi Scali, Milani & Passamonti, 2013
- Pijnackeria lucianae Scali, Milani & Passamonti, 2013
- Pijnackeria masettii Scali, Milani & Passamonti, 2013
- Pijnackeria originis Scali, Milani & Passamonti, 2013
- Pijnackeria recondita Valero & Ortiz, 2015